# Иштван Пастор
Иштван Пастор (мађ. Pásztor István; Нови Кнежевац, 20. август 1956 — Нови Сад, 30. октобар 2023)  био је српски политичар мађарског порекла. Био је председник Скупштине АП Војводине од 2012. до 2023. године.
Био је председник странке Савез војвођанских Мађара, а по занимању је био дипломирани правник. Био је кандидат за председника Србије на изборима 2008. и 2012. године.
Преминуо је 30. октобра 2023. године после тешке болести. Сахрањен је у Суботици.

## Одликовања
- Сретењски орден I степена (2022)[5]